# Dunya (Islam)

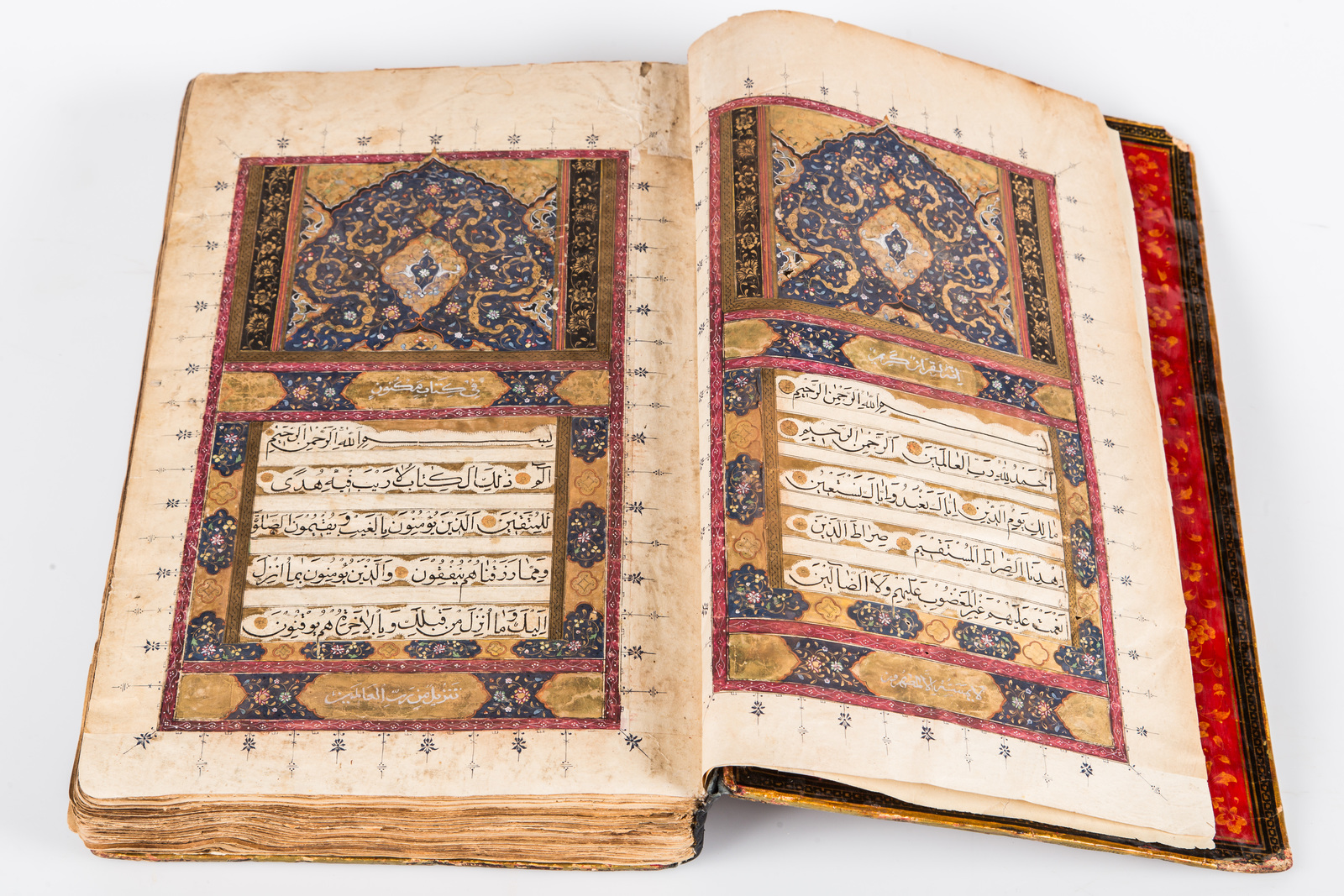
Grande Corano con copertina in papier maché con sfondo dorato.

Nell'Islam, dunyā ( in arabo دُنْيا‎?) si riferisce al mondo temporale e alle sue preoccupazioni. Nel Corano, la parola "dunya" è spesso abbinata alla parola "vita" per sottolineare la natura temporanea e fugace della vita di questo mondo, in contrapposizione al regno eterno dell'aldilà, noto come " akhirah ".
Secondo il Corano, gli esseri umani e le altre forme di vita hanno un tempo limitato sulla terra prima di passare nell'aldilà. Infatti il Corano insegna che tutto ciò che esiste è temporaneo ed infine svanirà. La ricerca della vicinanza a Dio viene quindi enfatizzata come lo scopo ultimo della vita, poiché solo l'Essere e l'Essenza di Dio durano per sempre.

## Etimologia
"Dunya" è una parola araba, molto usata in ambito religioso, che significa "più basso o il più basso", o "più vicino o il più vicino", da intendersi come riferimento al "mondo inferiore". Il termine "dunya" è impiegato per riferirsi al mondo presente "poiché è più vicino alla propria vita in contrapposizione alla vita dell'Aldilà".

## Nel Corano
Il termine "Al-dunyā" appare nel Corano 115 volte e si riferisce sia al mondo temporale che alla durata della propria vita sulla terra. Secondo il Corano, gli esseri umani rimangono sulla terra per un periodo di tempo specifico prima di andare nell'aldilà. Questo periodo è noto solo a Dio e viene chiamato "ajal musamma". 
«È Lui che ti ha creato dall'argilla, e poi ha decretato un termine [per te] - un termine noto [solo] a Lui...» (6.2). 
«A tutti gli uomini è fissato un termine: quando la fine del loro termine si avvicina, non possono né ritardarla di un solo istante, né affrettarla» (10,49). 
Sebbene il mondo sia visto principalmente come un luogo in cui gli esseri umani si preparano per l’aldilà, può anche portare soddisfazione ed essere gratificante di per sé. Si consiglia ai credenti di chiedere il bene sia in questo mondo che nell'aldilà, come affermato in 7:156: "E ordina per noi ciò che è buono in questo mondo (dunya) così come nella vita a venire (akhirah)." Tuttavia, il Corano mette in guardia dal dare priorità ai piaceri di questo mondo rispetto alle ricompense dell'aldilà. Mette in guardia dall’essere illusi e distratti dalle attrazioni e dai piaceri di questo mondo, che possono portare all’oblio di Dio e delle Sue promesse. Coloro che cercano ricompense nell’aldilà riceveranno un aumento del loro raccolto, mentre coloro che si concentrano esclusivamente sul mondo non parteciperanno alle benedizioni dell’aldilà. (42.20). Pertanto, nel Corano, la verità ultima e la realtà risiedono nella vicinanza a Dio, e il godimento e l'ornamento di questo mondo sono solo una piccola cosa rispetto a ciò che attende nell'aldilà.

## Nella tradizione profetica
Secondo una tradizione profetica, "Questo mondo è il campo da coltivare per l'altro mondo", il che significa che le conseguenze delle azioni di una persona in questa vita influenzeranno lo stato della sua anima nell'aldilà.

## Utilizzo moderno
Il termine dunya è originariamente una parola araba che deriva dalla radice dnw ( د ن و‎ 'avvicinare'). In questo senso, dunya è "ciò che viene avvicinato". Il termine, in conseguenza alla grande espansione della religione di Maometto (محمد), si è diffuso in molte altre lingue. Per esempio;
- donya/denya nell'arabo egiziano
- dünya in turco
- dünya in azero
- dynjaja in albanese
- dinya (دىنیا) in curdo
- दुनिया (duniya) in hindi, marathi and nepalese
- দুনিয়া (duniẏā) in bengalese and assamese
- ਦੁਨੀਆ (دُنیا, dunī'ā) in punjabi
- દુનિયા (duniyā) in gujarati
- دنیا‎ (dunya) in urdu e sindhiand
- دنیا‎ (donyā) in persiano
- ντουνιάς (duniás) in greco moderno
- duniya‎ in hausa
- duniyaaru in adamawa fulfulde
- duniah in wakhi
- dunia in malese, swahili e indonesiano
- donya in giavanese
- dünýä in turkmeno
- dunyo in uzbeko
- duunyo in somalo
- дунне (dunnye) in udmurt
- aduna in wolof